# Kitty Herweijer
Kitty Edy Herweijer (1990) is een Nederlandse columniste, journalist en podcastmaker. Ze schrijft columns voor het Algemeen Dagblad, eerder voor De Telegraaf. In maart 2023 was ze in het tv-programma Eus' Boekenclub te zien als sidekick van schrijver Özcan Akyol.

## Jeugd en opleiding
Herweijer groeide op in de achterstandswijk Morgenstond in Den Haag, waar ze naar een montessorischool ging. Op de middelbare school zat ze reeds in "debatclubjes"; ze heeft "van huis uit (...) meegekregen dat het belangrijk is om met nieuws bezig te zijn" en keek "van jongs af aan al naar opinieprogramma's". Herweijer heeft aangegeven het "gênant" te vinden "om niet geëngageerd te zijn" en ziet het als ieders "plicht om met de wereld om je heen bezig te zijn en niet alleen maar met jezelf".
Na het behalen van haar vwo-diploma verhuisde Herweijer naar Amsterdam waar ze politieke wetenschappen aan de Vrije Universiteit Amsterdam ging studeren en aansluitend de masteropleiding Midden-Oostenstudies aan de Universiteit van Amsterdam deed. Tijdens de laatstgenoemde studie werkte ze bij het Centrum Informatie en Documentatie Israel (CIDI) en schreef ze voor onder meer Quote en het Nieuw Israëlietisch Weekblad (NIW). Rond haar vijfentwintigste levensjaar woonde ze enige tijd in Israël, waar ze zich op dat moment "erg thuis voelde" en overwoog er permanent te blijven wonen. Ze had echter het idee dat de mensen "door de oorlogsdreiging permanent in een soort overlevingsstand stonden". Door er stage te lopen, zag ze het land op een andere manier en ging ze Nederland bijgevolg meer waarderen.

## Loopbaan
Na haar afstuderen in 2019 ging ze aan slag bij De Telegraaf, waar ze columnist werd. Naar eigen zeggen kreeg ze een column omdat de krant een jonger geluid aan bod wilde laten komen. In haar wekelijkse columns beschrijft ze uiteenlopende zaken als ontlezing onder kinderen, sociaaleconomische klasse en politiek, BN'ers, antisemitisme, marketingpolitiek en antropogene klimaatverandering. Doordat ze weleens over klimaatverandering en sociaal-economische ongelijkheid schrijft, wordt Herweijer naar eigen zeggen als "de linkse stem" van De Telegraaf gezien. In een interview met de Volkskrant noemde ze het "te beperkt" om de krant waar ze voor schrijft "alleen maar rechts" te noemen. Ze vindt dan ook dat De Telegraaf een brede krant moet zijn. Tevens vertelde ze niet bewust voor deze krant te hebben gekozen. "Ik heb ook ooit bij de Volkskrant gesolliciteerd", zei ze hierover. "Maar ik voel me thuis bij De Telegraaf. (...) Wij lazen thuis De Telegraaf." In december 2021 werd Herweijer mediaverslaggever voor De Telegraaf, waarmee ze de opvolger werd van Rob Goossens.
Samen met haar goede vriendin en journalist Elif Isitman presenteert Herweijer sinds juli 2021 de podcast Ongefilterd met Kitty en Elif, waarin het tweetal - samen met gasten - een grote verscheidenheid aan ergernissen bespreekt. Zware onderwerpen behandelen ze op een lichte toon, lichte onderwerpen juist op een serieuze toon, wat ze als "millennial-humor" omschreven. Gasten van Ongefilterd waren onder andere Joris Luyendijk, Daniela Hooghiemstra, Stephanie Hoogenberk, en Esther van Fenema. In de terugkerende rubriek 'Mansplainer' zijn mannen als Arend Jan Boekestijn en Han ten Broeke te gast geweest.
Vanaf mei 2022 droeg Herweijer bij aan het door Willem Treur gepresenteerde Podimo-programma Schotschrift, samen met andere jonge columnisten als Sander Schimmelpenninck, Johan Fretz en Stephanie Hoogenberk.
In maart 2023 maakte Herweijer haar tv-debuut in het programma Eus' Boekenclub van de NTR. Hiermee volgde ze cabaretier Gover Meit op. In augustus 2022 publiceerde ze een column over de "Nederlandse leeshaat" en dat deze "geen grenzen" kent. Ze uitte kritiek op het leesoffensief van de pabo van de Hogeschool Utrecht. Leraren in opleiding moesten voortaan drie boeken per jaar lezen, iets wat Herweijer een "bizar en lachwekkend voorstel" noemde. Haar columns over ontlezing waren voor schrijver Özcan Akyol de aanleiding om Herweijer te vragen zijn sidekick te worden bij Eus' Boekenclub. Sinds het eerste weekend van september 2023 schrijft ze drie keer per week een column voor het Algemeen Dagblad waar zij zich, naast het behandelen van een verscheidenheid aan onderwerpen, richt op ontlezing.
Op Twitter had Herweijer begin 2023 meer dan 20.000 volgers. Zowel op het sociale medium als in haar columns en in interviews heeft ze zich onder andere over antisemitisme uitgesproken. Naar aanleiding van de islamitische aanslagen in Europa ging ze over dit onderwerp schrijven. Ze stelde hierbij Jodenhaat aan de kaak, maar vond ook dat Joden weerbaarder moeten worden en vaker hun mond open moeten doen als het om discriminerende uitingen dan wel behandelingen gaat. In een interview met de Volkskrant noemde ze het "natuurlijk totaal krankzinnig" dat "bij elke Joodse gelegenheid" waar ze naartoe ging zwaarbewapende beveiligers stonden.

## Persoonlijk
Herweijer werd geboren in een seculier Joods gezin, binnen een familie met "een heel heftig Holocaust-verleden" en die na de oorlog afstand nam van het geloof, en groeide op in armoede. Beide ouders overleden toen Herweijer 17 jaar was. Haar moeder leed aan een bipolaire stoornis, haar vader was depressief en pleegde suïcide. Door de ingewikkelde thuissituatie ging Herweijer op haar veertiende bij haar oom en tante in Benoordenhout wonen en ging ze al op 16-jarige leeftijd op zichzelf wonen.